# Bourréac

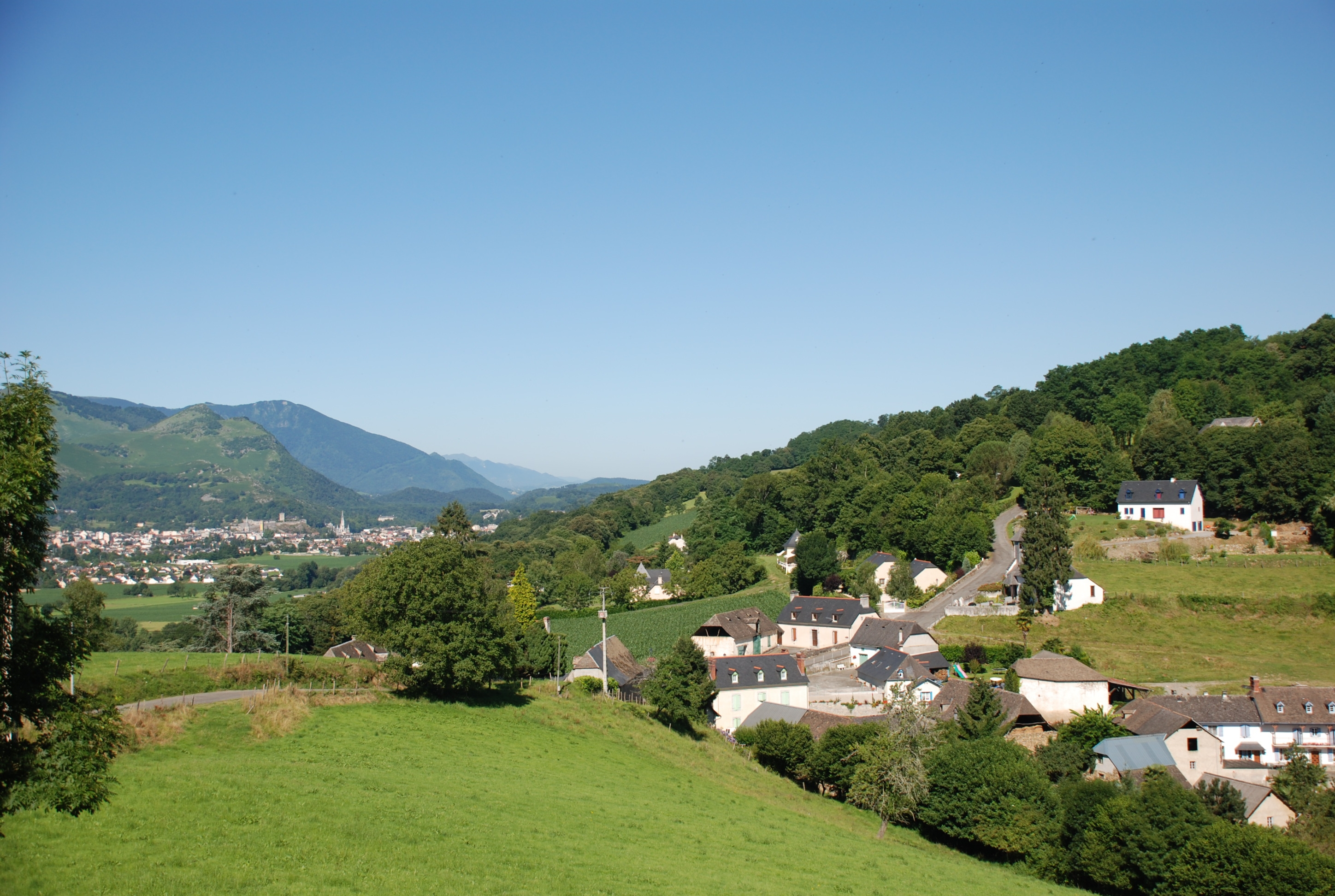
Bourréac village with outlook on Lourdes city

Bourréac – miejscowość i gmina we Francji, w regionie Oksytania, w departamencie Pireneje Wysokie.
Według danych na rok 1990 gminę zamieszkiwało 46 osób, a gęstość zaludnienia wynosiła 37 osób/km² (wśród 3020 gmin regionu Midi-Pireneje Bourréac plasuje się na 1017. miejscu pod względem liczby ludności, natomiast pod względem powierzchni na miejscu 1747.).